# Lázaro Vargas
Lázaro Vargas (né le 18 janvier 1964 à San Miguel del Padrón, Cuba) est un ancien joueur cubain de baseball.
Légende du baseball cubain, il joue 22 saisons en Serie Nacional pour Industriales, le club de La Havane.
Il évolue comme joueur de premier but et frappeur désigné de l'équipe nationale cubaine, remportant des médailles d'or en baseball aux Jeux olympiques de Barcelone 1992 et d'Atlanta 1996.
En novembre 2015, Lázaro Vargas, 51 ans, fait défection de Cuba en compagnie de son fils de 16 ans, Miguel Vargas, un prometteur joueur de baseball évoluant aux positions du champ intérieur.
En 2003, à l'occasion de la Coupe du monde baseball de l'IBAF présentée à Cuba, le service postal cubain émet un timbre de 15 centavos à l'effigie de Lázaro Vargas.